# 7. National Hockey League All-Star Game
Das 7. National Hockey League All-Star Game wurde am 3. Oktober 1953 in Montréal, Kanada, ausgetragen. Das Spiel fand im Forum de Montréal, der Spielstätte des Stanley-Cup-Siegers Canadiens de Montréal statt. Die NHL All-Stars setzten sich mit 3:1 durch.

## Format
Die NHL entschied nach zwei Jahren, in denen zwei NHL All-Star Teams gegeneinander antraten, den alten Modus – Stanley-Cup-Gewinner gegen NHL All-Stars – wieder einzuführen. Hauptgrund waren die beiden langweiligen Unentschieden in diesen Partien.

## Mannschaften
| #           | Land        | Spieler            | Pos.             | Team                |
| Torhüter    |             |                    |                  |                     |
| 1           | Kanada 1921 | Terry Sawchuk      | Terry Sawchuk    | Detroit Red Wings   |
| Verteidiger |             |                    |                  |                     |
| 2           | Kanada 1921 | Jimmy Thomson      | Jimmy Thomson    | Toronto Maple Leafs |
| 3           | Kanada 1921 | Bill Quackenbush   | Bill Quackenbush | Boston Bruins       |
| 4           | Kanada 1921 | Red Kelly          | Red Kelly        | Detroit Red Wings   |
| 14          | Kanada 1921 | Bill Gadsby        | Bill Gadsby      | Chicago Blackhawks  |
| 16          | Kanada 1921 | Gus Mortson        | Gus Mortson      | Chicago Blackhawks  |
| 17          | Kanada 1921 | Leo Reise          | Leo Reise        | New York Rangers    |
| Angreifer   |             |                    |                  |                     |
| 6           | Kanada 1921 | Ed Sandford        | LW               | Boston Bruins       |
| 7           | Kanada 1921 | Ted Lindsay        | LW               | Detroit Red Wings   |
| 8           | Kanada 1921 | Sid Smith          | LW               | Toronto Maple Leafs |
| 9           | Kanada 1921 | Gordie Howe        | RW               | Detroit Red Wings   |
| 10          | Kanada 1921 | Metro Prystai      | C                | Detroit Red Wings   |
| 11          | Kanada 1921 | Wally Hergesheimer | RW               | New York Rangers    |
| 12          | Kanada 1921 | Bill Mosienko      | RW               | Chicago Blackhawks  |
| 15          | Kanada 1921 | Alex Delvecchio    | C                | Detroit Red Wings   |
| 18          | Kanada 1921 | Paul Ronty         | C                | New York Rangers    |
| 24          | Kanada 1921 | Harry Watson       | LW               | Toronto Maple Leafs |

| #           | Land        | Spieler             | Pos.                |
| Torhüter    |             |                     |                     |
| 1           | Kanada 1921 | Gerry McNeil        | Gerry McNeil        |
| Verteidiger |             |                     |                     |
| 2           | Kanada 1921 | Doug Harvey         | Doug Harvey         |
| 3           | Kanada 1921 | Émile Bouchard      | Émile Bouchard      |
| 10          | Kanada 1921 | Tom Johnson         | Tom Johnson         |
| 19          | Kanada 1921 | Dollard St. Laurent | Dollard St. Laurent |
| 21          | Kanada 1921 | Bud MacPherson      | Bud MacPherson      |
| Angreifer   |             |                     |                     |
| 4           | Kanada 1921 | Jean Béliveau       | C                   |
| 5           | Kanada 1921 | Bernie Geoffrion    | RW                  |
| 6           | Kanada 1921 | Floyd Curry         | RW                  |
| 8           | Kanada 1921 | Dick Gamble         | LW                  |
| 9           | Kanada 1921 | Maurice Richard     | RW                  |
| 12          | Kanada 1921 | Dickie Moore        | RW                  |
| 14          | Kanada 1921 | Calum MacKay        | LW                  |
| 15          | Kanada 1921 | Bert Olmstead       | LW                  |
| 16          | Kanada 1921 | Elmer Lach          | C                   |
| 17          | Kanada 1921 | John McCormack      | C                   |
| 18          | Kanada 1921 | Ken Mosdell         | C                   |
| 20          | Kanada 1921 | Paul Meger          | LW                  |
| 22          | Kanada 1921 | Lorne Davis         | RW                  |
| 24          | Kanada 1921 | Eddie Mazur         | LW                  |

## Spielverlauf

### NHL All-Stars 3 – 1 Canadiens de Montréal
| Team                                     | Zeit  | Stand | Torschütze         | Vorlagengeber | Vorlagengeber |
| 1. Drittel                               |       |       |                    |               |               |
| Logo der National Hockey League bis 2005 | 4:06  | 1–0   | Wally Hergesheimer | Paul Ronty    | Red Kelly     |
| Logo der National Hockey League bis 2005 | 5:25  | 2–0   | Wally Hergesheimer | Red Kelly     |               |
| 3. Drittel                               |       |       |                    |               |               |
| Logo der Canadiens de Montréal           | 44:30 | 2–1   | Maurice Richard    | Doug Harvey   | Jean Béliveau |
| Logo der National Hockey League bis 2005 | 59:27 | 3–1   | Alex Delvecchio    |               |               |

Schiedsrichter: Red Storey 

Linienrichter: Sam Babcock, Doug Davies 

Zuschauer: 14.153